# پاگانیسم مخفی
پاگانیسم مخفی (Crypto-paganism) پایبندی پنهانی به پاگانیسم در حالی که علناً اعتراف به دین دیگری شده‌است. در زمینه تاریخی، یک پاگان مخفی (از یونانی کریپتوس – κρυπτός، «پنهان») به احتمال زیاد تظاهر به اعتقاد به دین‌های ابراهیمی داشت، در حالی که به انجام اعمال مذهبی خود در خلوت ادامه می‌داد. پنهان کردن ایمان واقعی دینی ممکن است در پاسخ به خطر رد شدن توسط جامعه یا آزار و اذیت رسمی توسط یک دولت یا سازمان مذهبی مستقر باشد.

## در دوران باستان و امپراتوری بیزانس اولیه
آنتمیوس، یکی از آخرین امپراتوران روم غرب که از سال ۴۶۷ تا ۴۷۲ حکومت کرد، خود را با پاگان‌های برجسته ای مانند مسیوس فیبوس سوروس احاطه کرد و اعتقاد بر این بود که دیدگاه‌های پاگانی داشت. به گفته داماسکیوس، سوروس و آنتمیوس نقشه‌ای مخفی برای بازگرداندن فرقه‌های پاگانی داشتند. قتل آنتمیوس (توسط ریسیمر) امید مشرکانی را که معتقد بودند آیین‌های سنتی بازسازی خواهند شد، از بین برد.
آناتولیوس (درگذشته حدود ۵۷۹/۵۸۰) یک مقام بیزانسی بود که در دوره سلطنت تیبریوس دوم کنستانتین (ح. ۵۷۴–۵۸۲) فعال بود. او متهم به پاگانیسم مخفی شد و در نتیجه اعدام شد. آسیندینوس، فرماندار بیزانسی (حران)، توسط کاتب/منشی خود ایاریوس (در جایی دیگر هونریوس نامیده می‌شود) به انجام مخفیانه پاگانیسم مخفی متهم شد. استفان، اسقف حران، اسیندینوس را در سال ۶۰۲ یا با چهارمیل کردن یا به صلیب کشیدن (تصلیب) اعدام کرد. منشی او ایاریوس جانشین فرماندار فقید شد.
در مقاله ای با عنوان «کورپوس آرئوپاگیت به عنوان یک پروژه مبتنی بر پاگانیسم مخفی»، «تومو لانکیلا» از دانشگاه هلسینکی استدلال می‌کند که Corpus Areopagiticum، یک متن ظاهراً مسیحی منسوب به دیونوسیوس مجعول، در واقع توسط داماسکیوس، آخرین رئیس مکتب نوافلاطونی پاگانیسم آتن نوشته شده‌است.. این مقاله پیشنهاد می‌کند که این اثر به منظور احیای آسان‌تر دین پاگان در زمان‌های بهتر نوشته شده‌است.

## در قرون وسطی
مسیحی سازی اروپا معمولاً مبلغان مسیحی را درگیر می‌کردند که می‌توانستند پادشاه یا حاکم دیگری را تغییر دهند که سپس پادشاهی خود را مسیحی اعلام کرد. چندین نسل طول کشید تا مسیحیت واقعاً در کل جامعه تثبیت شود، و بسیاری از مردم - به ویژه در مناطق روستایی و دورافتاده - به دین اجدادی خود که از دیدگاه مسیحی «بت‌پرست» تلقی می‌شوند، چسبیده بودند. با ایجاد سلسله مراتب کلیسا و شبکه‌ای از کشیش‌های محله، چنین اعمالی به‌طور فزاینده‌ای به صورت زیرزمینی انجام می‌شد. به‌طور متناوب، کلیسا در برخی موارد به برخی از اعمال گسترده ظاهری مسیحی می‌داد، به عنوان مثال، مراسم یا مراسم سالانه را که به یک خدای محلی اختصاص داده شده بود، به یک قدیس مسیحی نسبت می‌داد.
فیلسوف بیزانسی گیمیستوس پلتو (حدود ۱۳۵۵/۱۳۶۰ – ۱۴۵۲/۱۴۵۴) در کتاب خود نوموئی که فقط در میان دوستان نزدیک خود منتشر کرد، پنهانی از شرک دفاع کرد. پس از مرگ او به دست پاتریارک کلیسای قسطنطنیه گنادیوس دوم رسید، که سرانجام آن را سوزاند، اگرچه خلاصه ای از محتوای آن گنادیوس در نامه ای باقی مانده‌است.

## در دنیای مدرن
در جامعه مدرن، به‌ویژه در مناطقی که اعتقادات مذهبی قوی محافظه‌کارانه وجود دارد، نئوپاگانیست‌ها نیز گاهی به دنبال ارائه تصور همنوایی با جریان اصلی هستند تا خطر طرد شدن یا آزار و شکنجه را کاهش دهند. این به عنوان «کمد جارو» شناخته می‌شود، اشاره ای به یک فرد ال‌جی‌بی‌تی که برای پنهان کردن هویت جنسی خود «در کمد» باقی می‌ماند.